# Celama bicolor
Celama bicolor är en fjärilsart som beskrevs av Barend J. Lempke 1960. Celama bicolor ingår i släktet Celama och familjen trågspinnare. Inga underarter finns listade i Catalogue of Life.